# Kryptopterus cheveyi
Kryptopterus cheveyi es una especie de peces de la familia Siluridae en el orden de los Siluriformes.

## Morfología
• Los machos pueden llegar alcanzar los 35 cm de longitud total.

## Distribución geográfica
Se encuentra en los ríos del sureste de Tailandia y en las cuencas de los ríos Mekong y Chao Phraya.